# Municipio de North Brown
El municipio de North Brown (en inglés, North Brown Township) es una subdivisión administrativa del condado de Edwards, Kansas, Estados Unidos. Según el censo de 2020, tiene una población de 53 habitantes.
Abarca una zona exclusivamente rural.

## Geografía
Está ubicado en las coordenadas 37°51′55″N 99°20′29″O / 37.86528, -99.34139. Según la Oficina del Censo de los Estados Unidos, tiene una superficie total de 162.75 km², de la cual 162.67 km² corresponden a tierra firme y 0.08 km² es agua.

## Demografía
Según el censo de 2020, hay 53 personas residiendo en la zona. La densidad de población es de 0.3 hab./km². El 83.02 % son blancos, el 1.89 % es amerindio, el 1.89 % es de otras razas y el 13.21% son de una mezcla de razas. Del total de la población. el 7.55 % son hispanos o latinos de cualquier raza.